# Eredivisie ijshockey 1971/72
Aan de Eredivisie ijshockey in het seizoen 1971/72 namen tien clubs deel waarvan zeven clubs uit Nederland en drie clubs uit België.
Voor het eerst sinds de start van de competitie in het seizoen 1945/46 namen er tien clubs deel, waaronder drie Belgische. Tilburg Trappers won voor de derde keer de titel in het kampioenschap, eerder werd de titel in 1947 (als TIJSC Tilburg) en 1971 behaald.

## Teams
| Team                        | Stad             | Stadion                 |
| --------------------------- | ---------------- | ----------------------- |
| Red Eagles 's-Hertogenbosch | 's-Hertogenbosch | De Vliert               |
| Den Haag                    | Den Haag         | De Uithof               |
| Heerenveen                  | Heerenveen       | Thialf                  |
| Geleen                      | Sittard-Geleen   | Glanerbrook             |
| Nijmegen                    | Nijmegen         | IJsbaan Heyendaal       |
| Tilburg                     | Tilburg          | IJssportcentrum Tilburg |
| Utrecht                     | Utrecht          | Vechtsebanen            |
| Olympia Antwerpen           | Antwerpen        |                         |
| Brussels Royal IHSC         | Brussel          |                         |
| CPL                         | Luik             | Coronmeuse              |